# 김제시의 국회의원

## 행정구역 변천
- 1945년 8월 15일 전라북도 김제군
- 1949년 김제군 진봉면이 광활면으로 분면
- 1989년 1월 1일 김제군 김제읍·월촌면에 김제시 설치
- 1995년 1월 1일 김제시와 김제군이 통합하여 '김제시' 설치

## 김제시의 역대 국회의원 일람
| 대수         | 이름            | 소속정당       | 임기                               | 선거구역                                                                  |
| ------------ | --------------- | -------------- | ---------------------------------- | ------------------------------------------------------------------------- |
| 제1대        | 조한백(趙漢栢)  | 무소속         | 1948년 5월 31일 - 1950년 5월 30일  | 김제군 갑: 죽산면 백산면 백구면 만경면 공덕면 청하면 성덕면 진봉면        |
| 제1대        | 홍희종(洪憘種)  | 조선민족청년단 | 1948년 5월 31일 - 1950년 5월 30일  | 김제군 을: 김제읍 월촌면 용지면 부량면 금구면 봉남면 봉산면 금산면        |
| 제2대        | 송방용(宋邦鏞)  | 무소속         | 1950년 5월 31일 - 1954년 5월 30일  | 김제군 갑: 김제읍 월촌면 용지면 부량면 금구면 봉남면 황산면 금산면        |
| 제2대        | 최윤호(崔允鎬)  | 무소속         | 1950년 5월 31일 - 1950년           | 김제군 을: 죽산면 백산면 백구면 만경면 공덕면 청하면 성덕면 진봉면 광활면 |
| 제2대        | 최주일(崔主日)  | 대한청년단     | 1952년 2월 6일 - 1954년 5월 30일   | 김제군 을: 죽산면 백산면 백구면 만경면 공덕면 청하면 성덕면 진봉면 광활면 |
| 제3대        | 송방용(宋邦鏞)  | 무소속         | 1954년 5월 31일 - 1958년 5월 30일  | 김제군 갑: 김제읍 월촌면 용지면 부량면 금구면 봉남면 황산면 금산면        |
| 제3대        | 윤제술(尹濟述)  | 무소속         | 1954년 5월 31일 - 1958년 5월 30일  | 김제군 을: 죽산면 백산면 백구면 만경면 공덕면 청하면 성덕면 진봉면 광활면 |
| 제4대        | 조한백(趙漢柏)  | 민주당         | 1958년 5월 31일 - 1960년 7월 28일  | 김제군 갑: 김제읍 월촌면 용지면 부량면 금구면 봉남면 황산면 금산면        |
| 제4대        | 윤제술(尹濟述)  | 민주당         | 1958년 5월 31일 - 1960년 7월 28일  | 김제군 을: 죽산면 백산면 백구면 만경면 공덕면 청하면 성덕면 진봉면 광활면 |
| 제5대 민의원 | 조한백(趙漢柏)  | 민주당         | 1960년 7월 29일 - 1961년 5월 16일  | 김제군 갑: 김제읍 월촌면 용지면 부량면 금구면 봉남면 황산면 금산면        |
| 제5대 민의원 | 윤제술(尹濟述)  | 민주당         | 1960년 7월 29일 - 1961년 5월 16일  | 김제군 을: 죽산면 백산면 백구면 만경면 공덕면 청하면 성덕면 진봉면 광활면 |
| 제6대        | 장경순(張坰淳)  | 민주공화당     | 1963년 12월 17일 - 1967년 6월 30일 | 김제군 일원(제11선거구)                                                   |
| 제7대        | 장경순(張坰淳)  | 민주공화당     | 1967년 7월 1일 - 1971년 6월 30일   | 김제군 일원(제11선거구)                                                   |
| 제8대        | 장경순(張坰淳)  | 민주공화당     | 1971년 7월 1일 - 1972년 10월 17일  | 김제군 일원(제12선거구)                                                   |
| 제9대        | 김택하(金鐸河)  | 무소속.        | 1973년 3월 12일 - 1979년 3월 11일  | 정읍군·김제군 일원(제5선거구)                                             |
| 제9대        | 장경순(張坰淳)  | 민주공화당     | 1973년 3월 12일 - 1979년 3월 11일  | 정읍군·김제군 일원(제5선거구)                                             |
| 제10대       | 장경순(張坰淳)  | 민주공화당     | 1979년 3월 12일 - 1980년 10월 27일 | 정읍군·김제군 일원(제5선거구)                                             |
| 제10대       | 김원기(金元基)  | 신민당         | 1979년 3월 12일 - 1980년 10월 27일 | 정읍군·김제군 일원(제5선거구)                                             |
| 제11대       | 조상래(趙尙來)  | 민주정의당     | 1981년 4월 11일 - 1985년 4월 10일  | 부안군·김제군 일원(제7선거구)                                             |
| 제11대       | 김진배(金珍培)  | 민주한국당     | 1981년 4월 11일 - 1985년 4월 10일  | 부안군·김제군 일원(제7선거구)                                             |
| 제12대       | 최락도(崔洛道)  | 신한민주당     | 1985년 4월 11일 - 1988년 5월 29일  | 부안군·김제군 일원(제7선거구)                                             |
| 제12대       | 조상래(趙尙來)  | 민주정의당     | 1985년 4월 11일 - 1988년 5월 29일  | 부안군·김제군 일원(제7선거구)                                             |
| 제13대       | 최락도(崔洛道)  | 평화민주당     | 1988년 5월 30일 - 1992년 5월 29일  | 김제군 일원                                                               |
| 제14대       | 최락도(崔洛道)  | 민주당         | 1992년 5월 30일 - 1996년 5월 29일  | 김제시·김제군 일원                                                        |
| 제15대       | 장성원(張誠源)  | 새정치국민회의 | 1996년 5월 30일 - 2000년 5월 29일  | 김제시 일원                                                               |
| 제16대       | 장성원(張誠源)  | 새천년민주당   | 2000년 5월 30일 - 2004년 5월 29일  | 김제시 일원                                                               |
| 제17대       | 최규성(崔圭成)  | 열린우리당     | 2004년 5월 30일 - 2008년 5월 29일  | 김제시·완주군 일원                                                        |
| 제18대       | 최규성(崔圭成)  | 통합민주당     | 2008년 5월 30일 - 2012년 5월 29일  | 김제시·완주군 일원                                                        |
| 제19대       | 최규성(崔圭成)  | 민주통합당     | 2012년 5월 30일 - 2016년 5월 29일  | 김제시·완주군 일원                                                        |
| 제20대       | 김종회(金鍾懷)  | 국민의당       | 2016년 5월 30일 - 2020년 5월 29일  | 김제시·부안군 일원                                                        |
| 제21대       | 이원택 (李源澤) | 더불어민주당   | 2020년 5월 30일 - 2024년 5월 29일  | 김제시·부안군 일원                                                        |
| 제22대       | 이원택 (李源澤) | 더불어민주당   | 2024년 5월 30일 -                  | 군산시·김제시·부안군 을: 군산시 대야면, 회현면, 김제시 일원, 부안군 일원  |

## 같이 보기
- 전주시의 국회의원
- 익산시의 국회의원
- 군산시의 국회의원
- 정읍시의 국회의원
- 부안군의 국회의원
- 완주군의 국회의원
- 김제군의 국회의원
- 김제군 (1988년 선거구)
- 김제시·김제군
- 김제시 (선거구)
- 김제시·완주군
- 김제시·부안군
- 군산시·김제시·부안군 을